# 규기

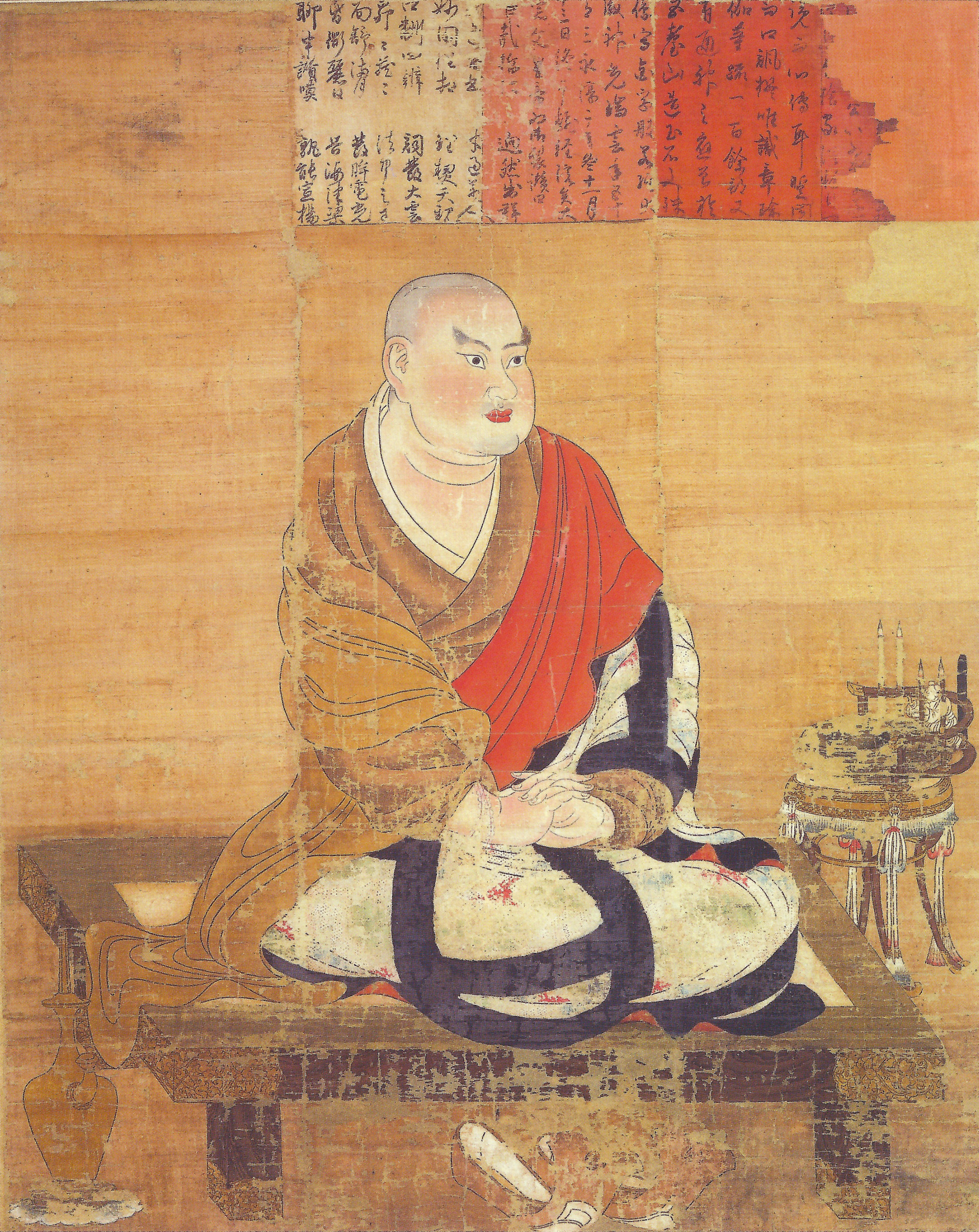
규기

규기(窺基, 632년 ~ 682년) 또는 기(基)는 중국의 당나라 초기의 승려이다. 성은 울지(尉遲), 자는 홍도(洪道)이고, 경조(京兆) 장안(長安) 출신이다. 자은대사(慈恩大師)라고도 한다.

## 생애
17세에 출가하여 현장(玄裝)의 제자가 되었으며, 대자은사(大慈恩寺)에서 현장이 인도로부터 가져온 불교 경전을 한역하는 작업에 참여해 659년 현장과 함께 <성유식론(成唯識論)>을 한역하였다. 이후 이를 연구해 <성유식론술기(成唯識論述記)>, <장중추요(掌中樞要)> 등을 저술했으며, <유식삼십송석(唯識三十頌釋)>을 통해 호법(護法)의 설을 중심으로 하는 새로운 유식설(唯識說)을 세웠다.
그 뒤 661년 <변중변론(辨中邊論)>, <유식이십론(唯識二十論)>,<이부종륜론(異部宗輪論)>, <아비달마계신족론(阿毗達磨界身足論)> 등의 한역을 맡았으며, 수많은 저서를 남겨 '백본논사(百本論師)' 또는 '백부소주(百部疏主)'라는 이름으로도 불렸다. 또한 저서 중 <대승법원의림장(大乘法苑義林章)>과 <성유식론술기(成唯識論述記)>를 바탕으로 중국 법상종(法相宗)을 조직화하고 시조가 되었다.